# Waldemar Blatskauskas
Waldemar Blatskauskas (ur. 17 marca 1938 w São Paulo, zm. 6 marca 1964 tamże) – brazylijski koszykarz litewskiego pochodzenia, grający jako skrzydłowy.

## Kariera klubowa
Koszykówkę uprawiał od dwunastego roku życia, kiedy zapisał się do Clube Regatas de Campinas. Później trafił do Tietê, a następnie do São Carlos, gdzie ukończył studia na tamtejszym odpowiedniku AWF oraz był zawodnikiem São Carlos Clube. Następnie grał jeszcze w klubie XV de Novembro de Piracicaba. W 1954 został wicemistrzem Brazylii.

## Kariera reprezentacyjna
W 1958 wraz z kadrą został mistrzem Ameryki Południowej, zdobywając 101 punktów w 7 meczach. W 1959 wywalczył mistrzostwo świata (90 punktów w 9 spotkaniach) oraz brąz igrzysk panamerykańskich, na których uzyskał 54 punkty w 6 pojedynkach). W 1960 zdobył brązowy medal na igrzyskach olimpijskich, na których uzyskał 61 punktów w 7 meczach. W 1961 wraz z kadrą ponownie został mistrzem Ameryki Południowej, tym razem zdobywając 20 punktów w 5 spotkaniach. W 1963 wywalczył srebrny medal igrzysk panamerykańskich, na których uzyskał 30 punktów w 5 pojedynkach. Łącznie w reprezentacji Brazylii rozegrał 43 mecze i zdobył 369 punktów.

## Śmierć
6 marca 1964 jechał swoim Volkswagenem Fusca na spotkanie z narzeczoną. Podczas wyprzedzania na autostradzie Via Anhanguera w São Paulo wjechał w tył maszyny do robót ziemnych, a następnie został uderzony przez ciężarówkę. W wyniku wypadku zginął na miejscu. Został pochowany na Cemitério do Cajú w Rio de Janeiro.

## Upamiętnienie
Kandydat do wpisania do FIBA Hall of Fame. Pośmiertnie odznaczony tytułem honorowego obywatela Piracicaby. Jego imieniem nazwano jedną z hal sportowych w tym mieście.